# Кофе камерунский
Кофе камерунский (лат. Coffea charrieriana) — растение семейства Мареновые, вид рода Кофе (Coffea).
Этот вид кофе очень редко используется для получения семян, однако отличается почти полным отсутствием кофеина.

## Распространение
Родина растения — Камерун.